# Epiroc
Epiroc ist ein Hersteller von Maschinen und Ausrüstung für den Bergbau und für den Bau von Infrastrukturprojekten. Die Gesellschaft ist 2018 durch eine Ausgliederung aus dem Unternehmen Atlas Copco entstanden. Die Aktien werden an der Stockholmer Börse gehandelt.

## Geschichte
Die Ursprünge des Unternehmens gehen zurück auf das Jahr 1873 als die Vorgängergesellschaft Atlas AB in Stockholm gegründet wurde. Das Unternehmen stellte damals Ausrüstungsgegenstände für die Eisenbahn her. 1905 wurde das Produktprogramm durch Gesteinsbohrmaschinen erweitert, das war der Beginn der heutigen Epiroc Aktivitäten. Die Namensänderung zu Atlas Copco erfolgte 1965 im Zusammenhang mit dem Kauf eines Unternehmens in Belgien. Im Jahr 2017 wurde auf der Hauptversammlung von Atlas Copco die Teilung des Unternehmens beschlossen. Das Bergbau- und Infrastrukturgeschäft wurde unter dem Kunstnamen „Epiroc“ ausgegliedert und als eigenständiges Unternehmen an die Börse gebracht. Durch die Maßnahme erwartete der Board of Directors eine bessere Fokussierung der Geschäftsführung und infolge eine günstigere Unternehmensentwicklung. Die Erstlistung an der Börse erfolgte am 18. Juni 2018.

## Geschäftsbereiche
Das Unternehmen hat folgende Geschäftsbereiche:
- Surface: Herstellung und Vertrieb von Gesteinsbohrgeräten mit Werken in Schweden, USA, Kanada, China, Indien, Australien und Südafrika.
- Underground: Herstellung und Vertrieb von Maschinen und Ausrüstung für den Tunnelbau und für Untertage–Bergbau mit Werken in Schweden, Indien and China.
- Parts & Services: Vertrieb von Ersatzteilen und Service-Dienstleistung mit Standorten in Schweden, USA und Singapur.
- Digital Solutions: Angebot an digitalen Lösungen zur Verbesserung der Produktivität, der Sicherheit und der Nachhaltigkeit.
- Tools: Herstellung und Vertrieb von Bohrwerkzeugen.
- Attachments: Anbaugeräte für Bagger und anderen Erdbewegungsmaschinen.

Seit 1938 betreibt das Unternehmen unter ihrem Hauptsitz ein Bergwerk für Demonstrationszwecke und für Entwicklungsarbeiten. Das umgebende Gestein besteht aus einer Mischung von Granit und Gneis. Inzwischen beträgt die unterirdisch erschlossene Fläche 17.000 m².